# Jacob von Grünthal

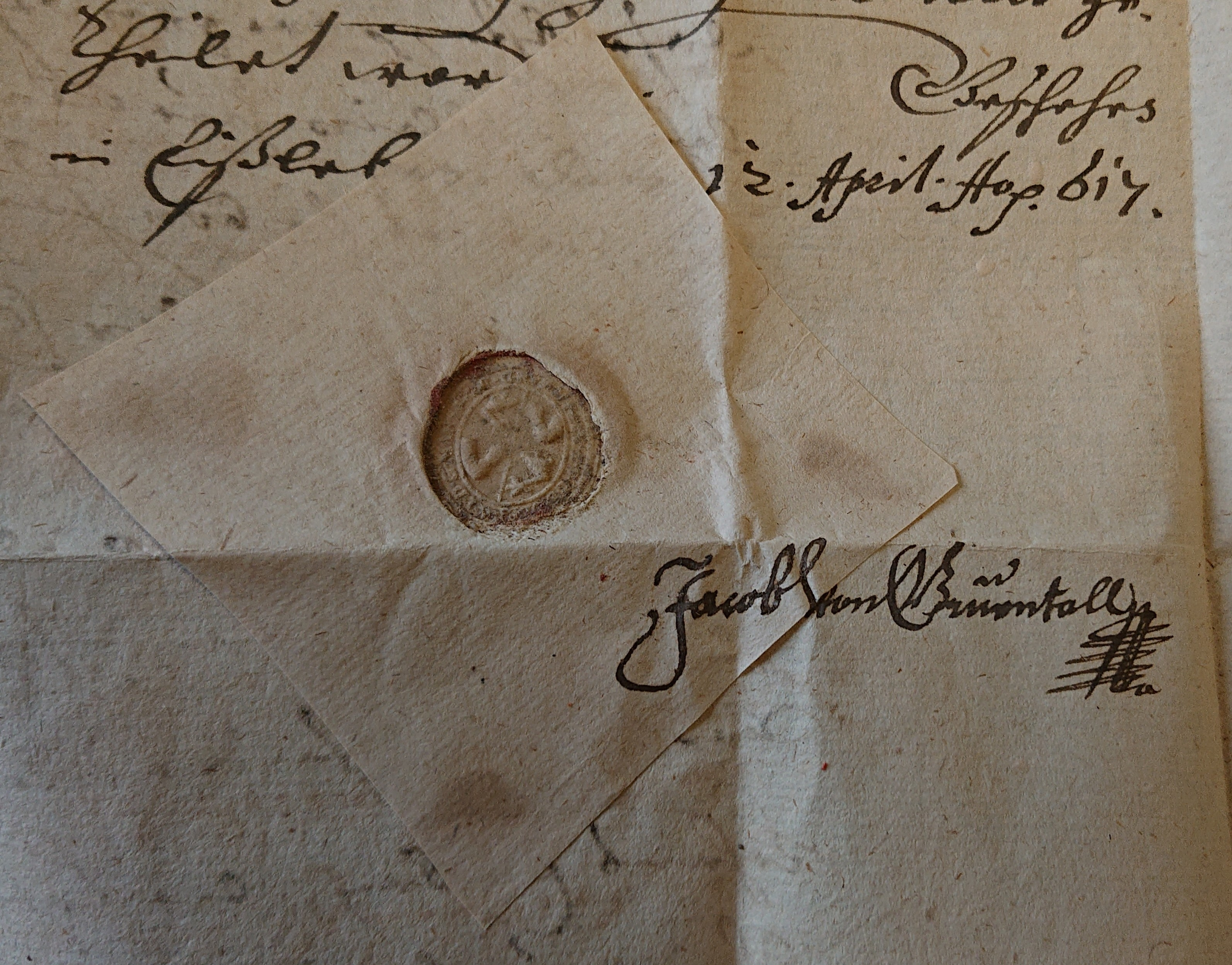
Originalunterschrift und Wappen von Jacob von Grünthal in Eisleben, 1617

Johann Jacob von Grünthal, modernisiert auch Jakob von Grünthal, (* 1570; † 5. August 1626 in Voigtstedt) war ein kursächsischer Kriegsrat und Generalkommissar, Oberaufseher der sequestrierten Grafschaft Mansfeld und Hauptmann von Sangerhausen.

## Leben
Jacob stammte aus dem österreichischen Adelsgeschlecht Grünthal, wurde evangelisch getauft und war der Sohn von Ritter Wolfgang von Grünthal (um 1500–1576), kaiserlicher Rat und oberösterreichischer Vizedom und dessen zweiter Frau Ursula Kölnpöck († 1601). Jacob betrieb seine Studien 1587 in Tübingen, 1591 in Jena, 1594 in Padua und Bologna und zuletzt 1595 in Siena. Er kämpfte für Kaiser Rudolf II. acht Jahre als Volontär gegen die Türken in Ungarn. Als Protestant wurde er dann Hofkriegsrat und General-Commissarius der sächsischen Kurfürsten Christian II. und Johannes Georg I. Jacob war auch kursächsischer Gesandter am kaiserlichen Hof in Wien und an anderen Kurhöfen, Oberaufseher der Grafschaft Mansfeld und Hauptmann von Sangerhausen.
Er kaufte 1599 von Nemrodt Kölnpöck zu Ottsdorf das Schloss Hehenberg. Jacob wurde 1620 von den Böhmen bei der Belagerung von Bautzen in der Lausitz gefangen genommen und vom Kurfürsten Johann Georg ausgelöst.
Johann Jacob von Grünthal war Herr zu Kremsegg, Windtern, Burkersdorf und Volkstatt, und Hehenberg. Er heiratete Elisabeth von Pölnitz, die Schwester des kursächsischen Hofkanzlers Bernhard von Pölnitz zu Schwarzbach, und hatte mit ihr drei Töchter und zwei Söhne. Nach seinem Tod wurde er am 18. August 1626 in der Jacobikirche in der kursächsischen Amtsstadt Sangerhausen begraben. Zu diesem Zeitpunkt war er u. a. Herr auf Voigtstedt und Volkstedt.

## Werke
- Hypomnēsis, Sive Dehortatio Magis, Facta Non Defunctorie, Aut Neglecte Ad Electorem Saxonem, a Grünthalio, sicut se facturum in se ob liberationem suam in Bohemorum gratiam receperat, 1620. online in der DNB
- (als Mitautor): Ernste und abgedrungene gegen Antwort/ Auff das Lästerhafftige Sendschreiben/ welches an den Durchlauchtigsten Churfürsten zu Sachsen/ etc. von Herrn Jacob von Grünthal/ auff Voigtstedt/ Churf. Sächs. KriegsRath ... des Inhalts/ Daß Ihre Churfürstl. Durchläuchtigkeit von Keyserlicher Majestät abfallen …, 1621. online in der DNB